# 버펄로 나이아가라 국제공항
버펄로 나이아가라 국제공항(영어: Buffalo Niagara International Airport, IATA: BUF, ICAO: KBUF)은 미국 뉴욕주 에리 카운티 직도와가 마을에 위치한 공항이다. 탑승 인원으로 보았을 때 버펄로 나이아가라 국제공항은 뉴욕 북부에서 가장 바쁜 공항이며, 뉴욕주 전체에서는 세 번째로 바쁜 공항이다.

## 역사
1926년에 설립되어 1927년에 여객 서비스를 처음으로 시작했다. 1938년 WPA에서 지어진 아트 데코 대형 원통형 타워와 V-shapped 터미널을 개장했고, 1959년, 나이아가라 국경 교통 기관에 인수되고 그레이트 버펄로 국제공항으로 변경된다. 1971년 서부 터미널이 추가로 건설되고 1977년에 동부 터미널을 추가로 건설한다. 1982년 두 게이츠가 사용하는 서부 터미널의 북쪽과 동쪽 끝에 추가되었다. 1991년 평가에서 기존의 그레이트 버펄로 국제공항의 확장이 더 이상 어려워지자 1995년에 새로운 신공항을 건설하게 된다. 1997년에 개항되어 현재의 명칭으로 변경된다. 1999년 기존에 있던 그레이트 버펄로 국제공항을 철거하여 공항 활주로를 확장했고 2006년에 추가로 공항 활주로를 확장했다.

## 운항 노선
| 항공사                                         | 목적지                                                                       | 터미널         |
| ---------------------------------------------- | ---------------------------------------------------------------------------- | -------------- |
| 에어트랜                                       | 애틀랜타, 올랜도 계절편 : 포트마이어스                                       | 14             |
| 아메리칸 이글 항공                             | 시카고(오헤어)                                                               | 11             |
| 델타 항공                                      | 애틀랜타                                                                     | 19, 21, 23, 25 |
| 델타 커넥션(쇼토쿼 항공 운영)                  | 디트로이트, 뉴욕(JFK)                                                        | 19, 21, 23, 25 |
| 델타 커넥션(컴에어 운영)                       | 뉴욕(JFK)                                                                    | 23, 25         |
| 델타 커넥션(피나클 항공 운영)                  | 디트로이트, 뉴욕(JFK) 계절편 : 디트로이트, 미니애폴리스(세인트폴)            | 19, 21, 23, 25 |
| 제트블루 항공                                  | 보스턴, 포트로더데일, 뉴욕(JFK), 올랜도 계절편 : 포트마이어스                | 7, 8           |
| 사우스 웨스트 항공                             | 볼티모어, 시카고(미드웨이), 포트로더데일, 라스베이거스, 올랜도, 피닉스, 탬파 | 16, 18         |
| 유나이티드 항공                                | 시카고(오헤어)                                                               | 10, 12         |
| 유나이티드 익스프레스(대서양 동남 항공 운영)   | 워싱턴D.C.                                                                   | 10, 12         |
| 유나이티드 익스프레스(익스프레스 잭 항공 운영) | 뉴욕(뉴어크), 시카고(오헤어), 워싱턴D.C.                                     | 10, 12, 24, 26 |
| 유나이티드 익스프레스(메사 항공 운영)          | 시카고(오헤어), 워싱턴D.C.                                                   | 10, 12         |
| 유나이티드 익스프레스(셔틀 아메리카 운영)      | 시카고(오헤어), 워싱턴D.C.                                                   | 10, 12         |
| 유나이티드 익스프레스(콜간 항공 운영)          | 뉴욕(뉴어크)                                                                 | 24, 26         |
| 유나이티드 익스프레스(커뮤니 에어 운영)        | 클리블랜드                                                                   | 24, 26         |
| 유나이티드 익스프레스(쇼토쿼 항공 운영)        | 클리블랜드                                                                   | 24, 26         |
| US 에어웨이즈                                  | 샬롯, 필라델피아                                                             | 3, 4, 5, 6     |
| US 에어웨이즈 익스프레스(에어 위스콘신 운영)   | 보스턴, 샬럿, 뉴욕(라가디아), 필라델피아, 워싱턴D.C.                         | 3, 4, 5, 6     |
| US 에어웨이즈 익스프레스(메사 항공 운영)       | 샬롯                                                                         | 3, 4, 5, 6     |
| US 에어웨이즈 익스프레스(피드몬트 항공 운영)   | 뉴욕(라가디아), 필라델피아                                                   | 3, 4, 5, 6     |
| US 에어웨이즈 익스프레스(PSA 항공 운영)        | 필라델피아, 워싱턴D.C.                                                       | 3, 4, 5, 6     |
| US 에어웨이즈 익스프레스(리퍼블릭 항공 운영)   | 필라델피아, 워싱턴D.C.                                                       | 3, 4, 5, 6     |

### 화물 노선
| 항공사                   | 항공사 IATA | 항공사 ICAO | 비고 |
| ------------------------ | ----------- | ----------- | ---- |
| DHL                      | D0          | DHL         |      |
| 페덱스 익스프레스        | FX          | FDX         |      |
| 에어 플라이트 인터내셔널 |             |             |      |
| 에어 나우                |             |             |      |
| 사우스 웨스트 카고       |             |             |      |
| 월드 플라이트 서비스     |             |             |      |
| UPS 항공                 | 5X          | UPS         |      |

## 연계 교통

### 도로 교통
- 고속도로의 경우 뉴욕 스테이트 루트 33 노선과 뉴욕 스테이트 스루 웨이 노선으로 엘리 스트리트와 I-87에서 버펄로 나이아가라 국제공항을 거쳐 멘체스터에 위치한 뉴욕 31번가와 I-90까지 운행한다.
- 공항버스의 경우 그레이하운드 노선과 NRTA 메트로 버스 노선으로 24B번, 68번, 204번(급행), 210번, 나이아가라 폭포 익스프레스 노선이 운행하며 또한 캐나다에서 버스와 리무진이 운행하고 있다.
- 그 밖에 택시와 셔틀버스도 공항에서 이용할 수 있다.

## 사건 및 사고
- 2009년 2월 12일 미국 뉴저지주 뉴어크 리버티 국제공항을 출발하여 버펄로 나이아가라 국제공항을 향하던 비행기가 버펄로 인근의 클라렌스 주택가에 추락해 50명이 사망한 항공 사고로 사망자 중 현지 주민 1명도 포함된 것으로 알려졌다.